# Lars Hall (formgivare)
Lars Hall, född 1 december 1938, död 5 april 2018, var en svensk  reklamman, formgivare och konstsamlare.
Hall var, tillsammans med copywritern Jan Cederquist, grundare till reklambyrån Hall & Cederquist, som senare såldes till amerikanska reklambyrån Young & Rubicam. Han grundade den egna designbyrån Lars Hall AB 1997 och formgav därefter en rad böcker, förpackningar samt grafiska identetsprogram för bland andra FöreningsSparbanken, Grönstedts cognac och SJ.
Hall är även känd för att han ägt en av världens största fotosamlingar, som han ställde ut bland annat på Liljevalchs i Stockholm. Den svenska delen av samlingen auktionerades ut i november 2012 via Bukowskis. Mellan 1977 och 1983 drev han Galleri Camera Obscura, ett fotogalleri i Gamla stan som hade stor betydelse för den dåtida utvecklingen inom svensk fotografi.